# Tomáš Slavík (cyklista)
Tomáš Slavík (* 12. června 1987 Brno) je český cyklista specializující se na Fourcross. Jezdí za klub RSP racing team.

## Největší úspěchy

### BMX
- Mistrovství Evropy BMX 2008 (Švýcarsko) 4. místo

### Fourcross
- Mistr světa 4x 2010
- Světový pohár 4x celkově 2. místo
- Několik umístění na pódiu světového poháru
- Mistrovství světa 4X 2007 6. místo
- Mistrovství světa 4X 2008 (Itálie) 9. místo
- Mistrovství světa 1. místo(JBC 4x revelations) 10krát po sobě